# Неповна розбірка зброї

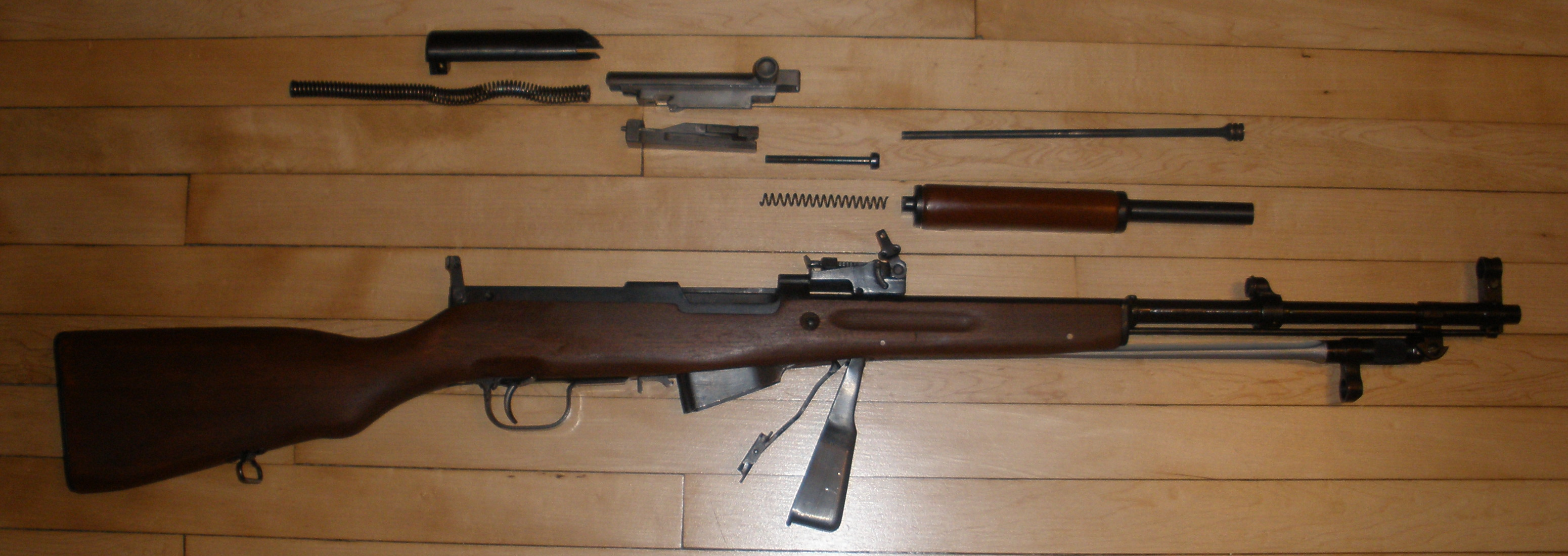
Неповна розбірка карабіна СКС.

Неповна розбірка зброї — збройовий термін для процесу максимально можливої розбірки вогнепальної зброї без використання додаткових інструментів. Розбірка яка потребує використання таких інструментів має назву повна розбірка зброї, але її застосовують рідше, оскільки зазвичай достатньо неповної розбірки зброї.

## Визначення
Неповна розбірка потрібна для чистки зброї або визначення пошкоджень. Солдат прийнято навчати неповній розбірці, як в якості дисципліни, так і для знайомства зі зброєю. Оскільки це невід'ємна частина володіння та використання зброї, особливо серед військових, виробники зброї намагаються зробити неповну розбірку зброї доцільною та простішою. Так, наприклад, департамент поліції Лос-Анджелеса відмовився від придбання пістолетів-кулеметів Томпсон, тому що існувала зброя з простішою неповною розбіркою.

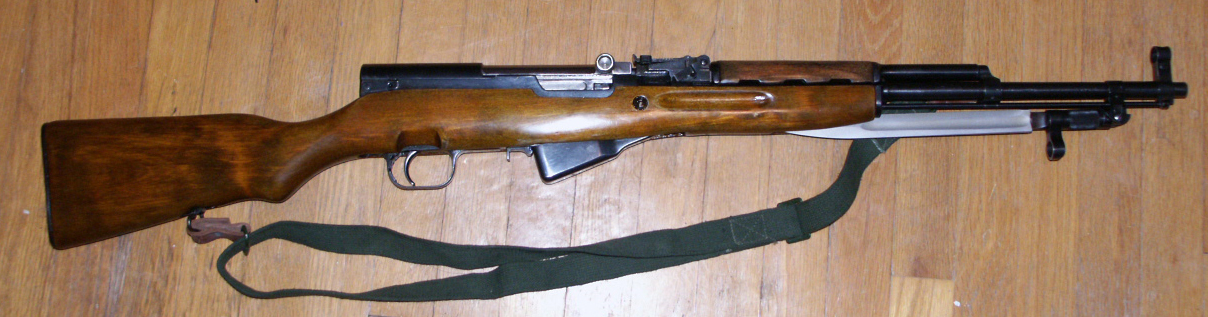
Повністю зібраний карабін СКС. Ствольна кришка закриває зворотну пружину, що не дає змоги її почистити.

## Обґрунтування
Повністю зібрану зброю не дуже зручно чистити, а як будь-яку техніку, зброю потрібно часто чистити, щоб вона залишалася в робочому стані. Без неповної розбірки доступна обмежена кількість деталей, а більшість решти деталей можна лише побачити. При цьому при неповній розбірці можна оглянути або почистит більш ретельно, оскільки можна відокремити деякі деталі. Також при неповній розбірці можна виявити проблеми, які інакше побачити не можна, наприклад, тріщини або деформації, але надмірна чистка може прискорити знос зброї.